# 程瀚
程瀚（1964年11月—），男，安徽繁昌人，中华人民共和国政治人物。

## 生平
1981年9月至1985年7月，安徽大学法律系法学专业学生。
1985年7月至1997年11月，任安徽省公安厅办公室办事员、科员、副科长、科长。1987年5月加入中国共产党。1997年11月至2000年5月，任安徽省公安厅办公室副主任。2000年5月至2004年12月，任安徽省公安厅一处处长。2004年12月至2007年4月，任安徽省公安厅办公室主任。
2007年4月至2011年4月，任合肥市公安局党委书记，合肥市公安局局长、党委书记，合肥市公安局局长（副市长级）、党委书记。2011年4月至2014年8月，合肥市政府副市长，市公安局局长、党委书记。2008年9月至2011年6月，参加合肥工业大学行政管理与电子政务专业学习。
2014年8月，任安徽省司法厅副厅长、党委委员。
2018年11月18日，因涉嫌严重违纪，接受组织调查。2018年12月21日，安徽省人民检察院依法以涉嫌受贿罪对程瀚决定逮捕。